# Арбузов, Николай Алексеевич
Николай Алексеевич Арбузов (1829―1864) — русский поэт.

## Биография
Из дворян, сын военного. Воспитывался в Пажеском корпусе (1842―1848). Там познакомился с будущим художником Л. М. Жемчужниковым. Выпущен в гражданскую службу в чине коллежского секретаря. Будучи вольнослушателем философского факультета Петербургского университета, общался с людьми, входившими в окружение Н. Г. Чернышевского. На службе во II отделении императорской канцелярии (1848―1855). Дебютировал в 1846 году стихотворением «Когда погаснет день…»
Арбузов пытался опубликовать произведения в журнале «Современник», но получил отказ Н. А. Некрасова (март 1851). В 1856 году в Санкт-Петербурге вышла единственная книга Арбузова ― «Стихотворения». В неё включены поэмы, в том числе «итальянские» («Микельанджело», «Дант и Беатриса», свидетельствовавшие как о возросшем мастерстве Арбузова, так и о его интересе к культуре Возрождения), а также стихи, написанные под влиянием поэзии А. С. Пушкина, М. Ю. Лермонтова, Н. М. Языкова. В них наряду с псевдоромантическими («Падучая звезда», «Весна», «Утро») звучат и реалистические темы ― городской быт, жизнь улицы, переживания простого человека («Иван Иваныч Петухов», «Окна», «Гробовщик», «Шарманщик», «На Садовой»).
В 1860 году Арбузов печатался в «Русском слове» и «Библиотеке для чтения». Сотрудничал в «Энциклопедическом словаре». После смерти Арбузова в сборниках некоторые его стихотворения («Сборник стихотворений русских поэтов для юношества», 1867; «Библейская поэзия», 1874).